# Ishqi Mari
Ishqi Mari va ser un rei de Mari, un important centre de comerç a l'antiga Mesopotàmia. Probablement va ser l'últim rei d'aquesta ciutat-estat abans de la conquesta del país per part de Sargon d'Accad.
A Mari es van trobar a les ruïnes del temple a Ixtar (anomenada també Inanna-Nita) tres estàtues votives amb tres inscripcions diferents. Sembla que aquest rei va ser derrotat per Sargon el Gran. En una primera inscripció, es va llegir el nom del rei com a Lamgi-Mari. Alguns arqueòlegs li atribueixen una gran importància i diuen que va imposar el seu domini més enllà de l'Eufrates. El text incorpora un títol reial de procedència sumèria, cosa que indica la importància cultural d'aquest país i del seu gran centre religiós, Nippur, que pujant per l'Eufrates arribava fins a Mari. Hauria regnat entre el 2295 aC i el 2290 aC.